# Deutsche Sielroute

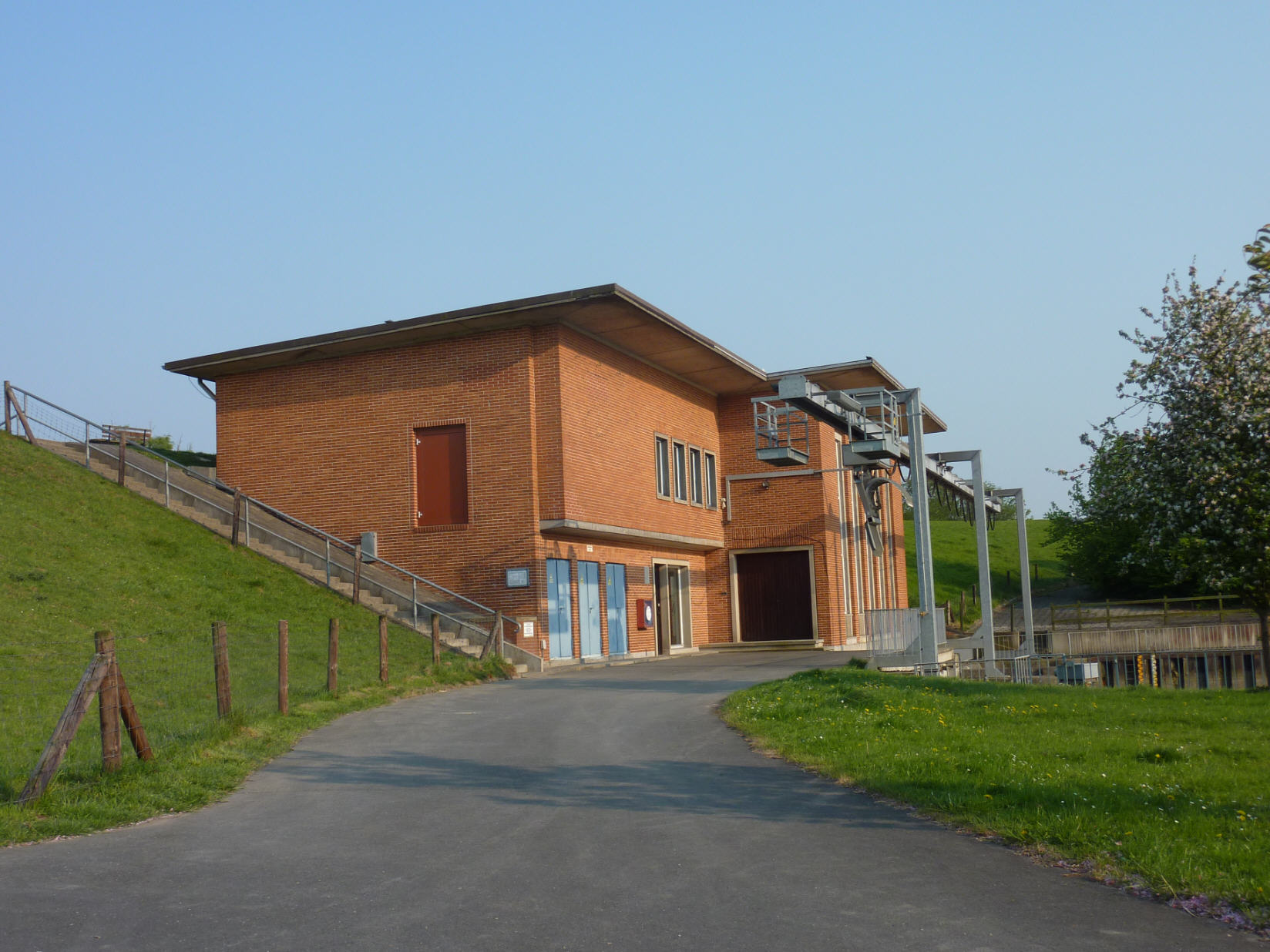
Sielgebäude bei Elsfleth

Die Deutsche Sielroute ist ein Radfernweg und Radrundweg im Landkreis Wesermarsch. Sie besitzt eine Länge von 188 Kilometern und ist vor allem von der typischen Landschaft der Wesermarsch geprägt. Sie führt entlang der Gewässer Nordsee, Weser und der Jade. Wie bereits im Namen deutlich wird, sind vor allem die Siele der Wesermarsch ein ständiger Begleiter. Des Weiteren liegt ein sehr großer Teil der Strecke an oder auf den Deichen der Halbinsel Butjadingen. Die Route profitiert vor allem von den sehr ausführlich beschilderten Radwegen der Umgebung.
Die Deutsche Sielroute ist durchgehend in beiden Richtungen ausgeschildert. An der Weser ist sie Teilstrecke des Weserradweg.